# Jan Versweyveld
Jan Versweyveld, né en 1958, est un scénographe, chef décorateur et concepteur lumière belge.

## Biographie
Jan Versweyveld a étudié à l'Académie royale des beaux-arts d'Anvers.

## Distinctions
- Bessie Award pour Drumming Live[1]
- Obie Award pour Hedda Gabler[1]
- Molière de la création visuelle pour Les Damnés

## Vie privée
Il est le compagnon du metteur en scène Ivo van Hove depuis les années 1980.